# Деймос (мифология)
Де́ймос (др.-греч. Δεῖμος, «смятенье, ужас») — в древнегреческой мифологии один из сыновей Ареса и Афродиты, персонификация ужаса. Он, его брат-близнец Фобос, богиня раздора Эрида, богиня Энио и другие Божества сопровождают Ареса в битвах.
В поэме Антимаха Деймос — имя коня Ареса. Действующее лицо комедии Аристофана «Мир».
Асаф Холл, открывший в 1877 году спутники Марса, назвал их в честь Деймоса и Фобоса.